# Pietro De Franchi Sacco
Pietro De Franchi Sacco a été le 84e doge de Gênes du 26 février 1603 au 27 octobre 1605.